# Steganotaenia commiphoroides
Steganotaenia commiphoroides är en flockblommig växtart som beskrevs av Mats Thulin. Steganotaenia commiphoroides ingår i släktet Steganotaenia och familjen flockblommiga växter. Inga underarter finns listade i Catalogue of Life.